# Kawhia Harbour
Kawhia Harbour ist ein Naturhafen im Otorohanga District der Region Waikato auf der Nordinsel von Neuseeland.

## Geographie
Der 67,7 km2 große Naturhafen befindet sich rund 46 km südwestlich von Hamilton an der Westküste des Otorohanga District, mit Zugang zur Tasmansee. Das sich über 12,5 km erstreckende Gewässer misst an seiner breitesten Stelle rund 11 km und besitzt eine Küstenlinie von rund 157 km. 74 % der Fläche des Hafens ist den Gezeiten ausgesetzt.
Neben den zahlreichen Creeks und Streams (Bäche) zählen der der Oparau River und der Awaroa River mit zu den wichtigsten Zuflüssen des Gewässers. Zu erreichen ist der Naturhafen und der Ort Kawhia über den New Zealand State Highway 31 und seine angeschlossenen Landstraßen.

## Geologie
Der Kawhia Harbour ist eine versunkene Tallandschaft, die nach der letzten Kaltzeit durch den ansteigenden Meeresspiegel vom Meer her überflutet wurde.